# Melomys fraterculus
Melomys fraterculus är en däggdjursart som först beskrevs av Thomas 1920.  Melomys fraterculus ingår i släktet Melomys och familjen råttdjur. IUCN kategoriserar arten globalt som akut hotad. Inga underarter finns listade i Catalogue of Life. Enligt en studie från 2003 bör arten flyttas till ett eget släkte.
Arten är bara känd från en enda individ som hittades på ön Seram som tillhör Indonesien. Djuret hittades i en fuktig skog vid cirka 1800 meter över havet. Det liknar i skallens form mer Melomys-arter från Australien än från Nya Guinea, som ligger närmare.